# Сверженський замок
Сверженський замок — це оборонна споруда XV — XVI ст. біля двору Свержень та однойменного містечка. Замок стояв на правому березі Німану, навпроти містечка, і займав своєрідний важкодоступний острів, утворений Німаном, залукою Німану — Міранкою та навколишнім болотом. У наш час цю місцевість називають урочищем «Замок» або «Замок Чарторийського».
Замок був побудований, мабуть, у 1-й третині XV ст., коли Сверженський двір належав Вітовту та його дружині. Тоді замок охороняв північний правий берег садиби, де була древня переправа через Німан. Для будівництва використовували природні піщані пагорби. Замок займав щонайменше два пагорби у найвищій частині урочища та мав додатковий захист у вигляді розкопаної затоки Німану. Підхід до замку залишився лише з північного боку, де, мабуть, був підйомний міст.
Найдавніша згадка про замок у документах датується 1568 роком, коли власники продали частину замку та двору, після чого замок був у спільній власності, однією частиною — Остафій Волович, а іншою частиною — Микола Служка та Андрій Урелевський, разом. Тоді замок складався з двох веж, одна з яких була укріпленням воріт, з'єднаних городнями. Міцних житлових та господарських будівель не було, а сам замок був напівзруйнований.
У 1571 році половину замку та містечка викупив Микола Кшиштоф Радзивіл Сирота (з додатковою виплатою 4 тисячі коп литовських грошей), а в 1578 році він став власником усього замку та міста. Остання документальна згадка про замок датується 1582 роком, а в XVII ст. він, мабуть, уже не існував.